# James Rhyne Killian
James Rhyne Killian Jr. (24 de julio de 1904 – 29 de enero de 1988) fue el décimo presidente del Instituto de Tecnología de Massachusetts, desde 1948 hasta 1959.

## Primeros años de vida
Killian nació el 24 de julio de 1904 en Blacksburg, Carolina del Sur. Su padre era fabricante textil. Asistió a The McCallie School en Chattanooga, TN  y más tarde estudió en la Universidad de Duke (anteriormente Trinity University) durante dos años hasta que se transladó al MIT, donde se licenció en Administración de Empresas y administración de ingeniería en 1926. Mientras estuvo allí, fue miembro de la fraternidad Sigma Chi .

## Carrera

### Liderazgo en el MIT
En 1932, mientras trabajaba como editor de la revista de antiguos alumnos del MIT Technology Review, Killian desempeñó un papel decisivo en la fundación de Technology Press, el sello editorial que más tarde se convertiría en la editorial independiente del instituto, MIT Press. Se convirtió en asistente ejecutivo del presidente del MIT, Karl Taylor Compton, en 1939 y codirigió las operaciones del MIT en tiempos de guerra, que apoyaba firmemente la investigación y el desarrollo militares. Fue desde 1948 hasta 1959 el décimo presidente del MIT. En 1956, James R. Killian Jr fue nombrado primer presidente de la Junta Asesora de Inteligencia Exterior del nuevo presidente por la administración Eisenhower; cargo que ocupó hasta abril de 1963.

### Asesor del presidente de los EE.UU.
Tras dejar el MIT, fue Asistente Especial de Ciencia y Tecnología del Presidente Eisenhower de 1957 a 1959, lo que le convirtió en el primer Asesor Científico Presidencial. Killian dirigió el Comité Killian y supervisó la creación del Comité Asesor Científico del Presidente (PSAC) poco después de los lanzamientos de los satélites artificiales soviéticos, Sputnik 1 y Sputnik 2, en octubre y noviembre de 1957. El PSAC desempeñó un papel decisivo en la puesta en marcha de reformas de los planes de estudios nacionales de ciencia y tecnología y en la creación de la Administración Nacional de Aeronáutica y del Espacio (NASA).
Killian describió un ambiente de "desánimo generalizado" al que se enfrentaban los científicos y, en particular, los científicos del Panel de Capacidades Tecnológicas, que había sido convocado por el presidente estadounidense Dwight D. Eisenhower para desarrollar soluciones tecnológicas ante la posibilidad percibida de un ataque nuclear por sorpresa por parte de la Unión Soviética. Esta atmósfera de trabajo asfixiante fue provocada por las calumnias infundadas del senador Joseph McCarthy y la retirada de Robert Oppenheimer del trabajo en proyectos militares sensibles. Oppenheimer había expresado su apoyo al cambio de los recursos militares estadounidenses de las armas nucleares ofensivas a las capacidades defensivas, y tras la pérdida de la autorización de seguridad de Oppenheimer, los científicos consideraron que no era aconsejable desafiar el pensamiento del estamento militar.

### Premios y autobiografía
En 1956, Killian recibió la Medalla de Bienestar Público de la Academia Nacional de Ciencias. Es coautor del libro La educación de un presidente universitario (1985),  que sirve también como autobiografía. Tras dejar la presidencia del MIT en 1959, fue presidente de la MIT Corporation desde 1959 hasta 1971.

## Muerte
Killian murió el 29 de enero de 1988 en Cambridge, Massachusetts.

## Legado
Dos lugares del campus del MIT llevan el nombre de Killian: Killian Court, un patio arbolado con vistas a la Gran Cúpula del MIT, y Killian Hall, una sala de conciertos (en realidad lleva el nombre de la esposa de Killian, Elizabeth Parks Killian, exalumna del Wellesley College).

## Otras lecturas
- Stever, H. Guyford (2002). In War and Peace: My Life in Science and Technology. Joseph Henry Press. ISBN 0-309-08411-3.